# Piłka wodna na Igrzyskach Azjatyckich 1951
Piłka wodna na Igrzyskach Azjatyckich 1951 w Nowym Delhi została rozegrana w postaci jednego meczu pomiędzy drużyną gospodarzy (Indiami) a reprezentacją Singapuru. Mecz rozegrano w dniu 11 marca na pływalni stadionu Major Dhyan Chand National Stadium w Nowym Delhi. Reprezentanci Indii zwyciężyli wynikiem 6–4 nad drużyną Singapuru, zdobywając złoty medal.

## Mecz o złoty medal
| 11.03.1951 | Indie | 6–4 (2–3; 4–1) | Singapur |  |

## Medaliści
| Zawody                         |                                                                                                  | |   |
| ------------------------------ | ------------------------------------------------------------------------------------------------ | --- | - |
| Piłka wodna – turniej mężczyzn | Indie · Jahan Ahir · Ganesh Das · D. Daver · R. Dean · Isaac Mansoor · G. Rattansey · Kanti Shah | Singapur · Lionel Chee · Ho Kian Bin · Kee Soon Bee · Barry Mitchell · Keith Mitchell · Sim Boon Hoon · Tan Hwee Hock · Tan Wee Eng · Wiebe Wolters | — |